# Гендун-Дайчин
Гендун-Дайчин (ум. 1697) — алтан-хан, предводитель монголов-хотогойтов в Халхе с 1686 года.

## Биография
Второй сын Омбо-Эрдэни-хунтайджи (ум. 1657), алтан-хана хотогойтов. О дате его рождения ничего не известно. Вероятно, после смерти отца в 1657 году больше внимания уделял буддистским практикам. После начала войны брата Ловсан-хунтайджи с государствами Тушэту-ханов и Сэцэн-ханов удалился в Тибет. В 1680 году, когда его старший брат Ловсан-хунтайджи фактически утратил власть над государством алтан-ханов, Гендун-дайчин появился в Халхе. Наконец в 1682 году на Хурин-Бальчжирском курултае ханов Халхи Ловсан-хунтайджи было окончательно отстранен от власти. Государство Алтан-ханов потеряло самостоятельность и было включено в состав государства Дзасагту-ханов. Новым правителем хотогойтов вместо Ловсан-хунтайджи был назначен его младший брат Гендун-Дайчин.
Впрочем, учитывая сложную ситуацию в государстве Дзасагту-ханов, которая вела войну против Тушэту-ханов, Гендун-Дайчин имел значительную самостоятельность. В то же время в дипломатических контактах с Русским государством он использовал титул алтан-хана. В 1686 году подтвердил договор о мире и дружбе с Россией, который там рассматривали о переходе в ее подданство Гендун-Дайчина. Одновременно проводил дипломатическую политику сохранения власти алтан-ханов над енисейскими кыргызами и сибирскими татарами. Поэтому в 1689 году он подошел к Селенгинскому острогу, угрожая оружно русскому гарнизону за сбор ясака с бурят.
Вместе с тем после поражения и гибели в 1688 году Дзасагту-хана Шары-хана официально стал независимым правителем. Он решил воспользоваться поражением Тушэту-хана Чихуньдоржа от войск джунгарского владетеля Галдан Бошогту-хана. В ответ последний отправил часть войск против Гендун-Дайчина, вследствие чего он вынужден был отступить на земли урянхайцев. В это время часть подвластных племен откочевала в сибирские владения Русского царства.
В 1691 году Гендун-Дайчин принимал участие в Долоннорском съезде, где с другими ханами Халхи принял подданство Цинской империи, в результате чего Внешняя Монголия вошла в состав империи Цин. Принимал участие в войне против джунгаров. Только в 1696 году восстановил власть в своих владениях. Скончался в 1697 году. Ему унаследовал сын Сэнжав (1697—1703).